# Mount Pleasant (Iowa)
Mount Pleasant település az Amerikai Egyesült Államok Iowa államában, Henry megyében, melynek megyeszékhelye is. Lakosainak száma 9274 fő (2020. április 1.).

## Közlekedés

### Vasút
A települést napi egy pár California Zephyr néven futó Amtrak távolsági vonatjárat érinti.

## Népesség
A település népességének változása:

| 2010 | 8 668 |
| 2020 | 9 274 |